# Tylolaimophorus typicus
Tylolaimophorus typicus är en rundmaskart. Tylolaimophorus typicus ingår i släktet Tylolaimophorus och familjen Diplogasteridae. Inga underarter finns listade i Catalogue of Life.